# Brian Burgess
Brian Burgess (ur. 30 września 1957) – brytyjski lekkoatleta, specjalista skoku wzwyż, medalista igrzysk Wspólnoty Narodów.

## Kariera sportowa
Na igrzyskach Wspólnoty Narodów reprezentował Szkocję, a na pozostałych imprezach międzynarodowych Wielką Brytanię.
Zdobył brązowy medal w skoku wzwyż na igrzyskach Wspólnoty Narodów w 1978 w Edmonton, ex aequo z Deanem Bauckiem z Kanady, a za innymi Kanadyjczykami Claude’em Ferragne’em i Gregiem Joyem. Odpadł w kwalifikacjach tej konkurencji na mistrzostwach Europy w 1978 w Pradze
Był brązowym medalistą mistrzostw Wielkiej Brytanii (AAA) w skoku wzwyż w 1978, a także mistrzem UK Championships w 1979 i 1981, wicemistrzem w 1977 i 1978 oraz brązowym medalistą w 1980. Był również mistrzem Szkocji w latach 1976–1981.
Rekord życiowy Burgessa wynosił 2,20 m. Został ustanowiony11 czerwca 1978 w Londynie.